# Среднеперсидский язык
Среднеперси́дский язы́к (пехлеви́йский, пехлеви́ (букв. «парфянский»); самоназвание — pārsīk или pārsīg «персидский») — мёртвый среднеиранский язык юго-западной группы. Является продолжением (отличия носят диалектный характер) древнеперсидского языка и предшественником новоперсидского. Первоначальный ареал — южная часть Ирана — Парс (Фарс), затем — литературный и официальный язык всего Ираншахра во времена Сасанидов (III—VII века). С VII века, после завоевания Ирана арабами, сохранялся в зороастрийских общинах в Иране и Индии.
Различают:
- книжный среднеперсидский — язык духовной (зороастрийской) и светской литературы;
- манихейский среднеперсидский — язык документов манихейских общин.

Использовались две системы письма, основанные на различных разновидностях арамейской графики:
- пехлевийская — гетерографическая;
- манихейская — фонетическая.

Древнейшие памятники — легенды на монетах правителей Парса (II век до н. э.).
Важнейший литературный памятник среднеперсидского — перевод Авесты с авестийского языка. Более позднюю форму среднеперсидского представляет язык парси (пазенд), переходный к новоперсидскому языку, сохранявшийся как исключительно литературный у парсов, так и у «бехдинов» или гебров Ирана, которые, однако используют также в качестве литературного чаще классический персидский литературный язык.

## Переход к классическому фарси
Современный потомок среднеперсидского — новоперсидский. Изменения между поздним средневековым этапом фарси и ранним новоперсидским были очень постепенными, и в X—XI веках среднеперсидские тексты были вполне читаемыми (конечно, имеется в виду вслух) и понятными для носителей ранненовоперсидского. Однако есть определённые различия, которые уже имели место примерно с конца X века:
- падение начальных безударных гласных;
- эпентеза гласного в начальных скоплениях согласных;
- потеря -g в конце слов;
- замена начального w- на b- или же (gw- → g-);
- существенные изменения в глагольной системе, главным образом потеря ряда форм субъюнктива и оптатива (некоторые окаменелые формы их употребления сохранились в классическом поэтическом языке), возросшее употребление глагольных префиксов;
- изменения в лексике, особенно замена большого количества исконных слов на арабизмы, тюркизмы и, с XIX века — на слова английского, французского и даже (редкие — самовар, эстакан) русского языка.
- Замена пехлевийского и манихейского письма, первое из которых было логографическим, на арабский алфавит, к которому было добавлено четыре буквы.

## Лингвистическая характеристика

### Имя существительное
Число
Среднеперсидский различал единственное и множественное число, реликты двойственного исчезли. Множественное число маркировалось посредством суффикса
-ān, вероятно, из древнеперс. -ānam

-īhā, вероятно, из древнеперсидского -θwa

Формы единственного числа могли следовать за числительным 2 или больше, так же, как за местоимением множественного числа:

Например:
dō bunistag «2 главных принципа, 2 архетипа»

was kas «много людей»
Кроме того, среднеперсидский язык знал абстрактный суффикс -īh, который фигурировал иногда в качестве коллективного множественного:

zanīh «женщины»

gurgīh «волки»

šēdaspīh «римляне, византийцы» («имеющие белых коней»)
Падеж
Различаются 2 формы в раннем периоде языка, но в более поздних формах прямой падеж стал исчезать (прямой падеж был продолжением номинатива ед. числа др.-перс. -a, авестск. -ō), а позже стали пропадать и формы косвенного падежа ед. числа (из древнеперс. или генетива -ahyā, авестск. -ahe; род. мн. на -ā/ī/ūnām):

| *as «конь» | Singularis | Pluralis |
| прям.      | as         | as       |
| косв.      | asē        | asān     |

в случае r- основ было следующее склонение:
| brād «брат» | Singularis | Pluralis |
| прям.       | brād       | brādar   |
| косв.       | brādar     | brādarān |

| duxt «дочь» | Singularis | Pluralis |
| прям.       | duxt       | duxtar   |
| косв.       | duxtar     | duxtarān |

| *xwāh «сестра» | Singularis | Pluralis |
| прям.          | xwāh       | xwāhar   |
| косв.          | xwāhar     | xwāharān |

Прилагательные изменяются как существительные. Порядок слов не соблюдается строго:

frēstagān wuzurgān = wuzurgān frēstagān
Порядок слов (Имя)
A) Управляющее существительное предшествует определяющему существительному или иному определению:

1. С относительной частицей (изафетом):

xwadāy ī xwadāyān «господин господ, бог богов»

dēn ī weh «благая вера»

pus ī man «мой сын»

2. Без относительной частицы:

pusān rōšnān «сыны света»'

šahryār wuzurg «великий князь»

Когда управляющее существительное отмечено неопределённым артиклем, изафет устраняется:
dast-ē jām «горсть трофеев (немного трофеев)»

 kanīzag-ē weh «добрая девушка»

B) управляющее существительное предшествует управляемому:

ērān šahr «страна иранцев»

ādarān šah «король огней»

garm xwarišn «горячая еда»

man pus «мой сын»

Пример относительного местоимения как прямого объекта:

u-mān mā bar ō gumāngarīh «и не введи нас во искушение»

### Имя прилагательное
Имеют степени сравнения, как во многих индоевропейских языках:
A) Ср. форма: -tar, -dar (после гласных, r, m и n)

В качестве частицы сравнения употребляется az и kū

az wad wattar «худшее из худших»

kam wattar ast kū «менее плохо, чем (как)»

B) Превосходная: -tom, -dom (после гласных, r, m и n)

Некоторые прилагательные принимают суперлативный суффикс -ist, например окаменелое: wahišt (досл. — «лучшее»), "behešt теперь окаменело и значит в классич. и совр. фарси — «рай».

### Глагол
Глагольные окончания в настоящем времени (Praesens)
|        | Indik.   | Konj. | Imper. | Opt. |
| 1. Sg. | -ēm      | -ān   | -tom   | -ēn  |
| 2. Sg. | -ēh      | -āy   | -ø     |      |
| 3. Sg. | -ēd      | -ād   |        | -ēh  |
| 1. Pl. | -om, -ēm |       |        |      |
| 2. Pl. | -ēd      | -ād   | -ēd    |      |
| 3. Pl. | -ēnd     | -ānd  |        |      |

Связка
| быть   | действит. | конъюнктив | желат. | повел. | имперфект |
| 1. Sg. | hēm       |            |        |        |           |
| 2. Sg. | hē        |            |        | bāš    |           |
| 3. Sg. | ast       | hām        | hē     |        | anād      |
| 1. Pl. | hōm       |            |        |        |           |
| 2. Pl. | hēd       | hān        |        | bāwēd  |           |
| 3. Pl. | hēnd      | hānd       |        |        | anānd     |

Причастие настоящего времени

-āg и -ān, и окаменелые остатки форм на -and.
Причастие долженствования или отглагольное существительное -išn.
Причастие прошедшего времени -t, -tag.
С их помощью образуются формы прошедшего времени аналитически, используя связку.

Инфинитив: -tan